# Matánog
Matánog es un municipio filipino de cuarta categoría, situado al sur de la isla de Mindanao. Forma parte de la provincia de Maguindánao situada en la Región Autónoma del Mindanao Musulmán también denominada RAMM. 
Para las elecciones está encuadrado en el Primer Distrito Electoral de esta provincia.

## Geografía
Municipio situado al norte de la ciudad de Cotabato,  limita al norte con la provincia de Lanao del Sur; al sur con el municipio de Parang; al este con el  de Barira; y al oeste con el mar de Célebes, bahía Illana.

### Barrios
El municipio de Matánog se divide, a los efectos administrativos, en 6 barangayes o barrios, conforme a la siguiente relación:
| - Bayanga Norte - Bayanga Sur | - Bugasán Norte - Bugasán Sur (Población) | - Kidama - Sapad | - Langco - Langkong |  |

## Historia

### Influencia española
Este territorio fue parte de la Capitanía General de Filipinas (1520-1898).
Hacia 1696 el capitán Rodríguez de Figueroa obtiene del gobierno español el derecho exclusivo de colonizar Mindanao.
El 1 de febrero de este año parte de Iloilo alcanzando la desembocadura del Río Grande de Mindanao, en lo que hoy se conoce como la ciudad de Cotabato.

### Independencia
El 18 de agosto de 1947 el distrito municipal de  Parang  , pasa a convertirse en municipio. El 25 de agosto de 1975 fue segregado de su término el nuevo municipio de Matánog.
Formó parte de la frustrada provincia de Jerife Kabunsuan que estuvo formada por 11 municipios agrupados en dos distritos:  Matánog formaba parte del primero.
La provincia fue creada en 2006  y disuelta,  por sentencia del Tribunal Supremo de Filipinas, en 2008.